# Nekrolog 1307
Nekrolog
◄◄
| ◄
| 1303
| 1304
| 1305
| 1306
| 1307 | 1308 | 1309 | 1310 | 1311 | ► | ►►
Weitere Ereignisse | Allgemeiner Nekrolog 1307
Die Beschreibung der verstorbenen Person sollte so kurz wie möglich gehalten sein und nur deren signifikante Tätigkeit(en) enthalten.
Neue Namen ggf. auch unter dem Geburts- und Sterbedatum, also etwa unter 1. Januar und im Geburts- und Sterbejahr (2024) eintragen (nur bei entsprechender großer Wichtigkeit). Für Beispiele siehe die schon vorhandenen Artikel.
Außerdem über die fünf zuletzt Verstorbenen, zu denen es einen ausreichend guten Artikel für eine Präsentation auf der Hauptseite gibt, nach der todesbedingten Überarbeitung der Artikel ggf. auch unter Wikipedia Diskussion:Hauptseite informieren und sie am besten auch in den anderen Wikipedia-Sprachversionen eintragen. Tipp: Regelmäßig bei news.google.de nach „ist tot“, „gestorben“ oder „verstorben“ suchen.
Wenn eine Person gestorben ist, gibt es viele Seiten zu dieser Person in der Wikipedia, die davon auch betroffen sind und entsprechend aktualisiert werden müssen. Beispiele: Namenübersichtsseite, Geburtsjahr, Geburtsort-Seiten und viele mehr.
Wie finde ich die betroffenen Seiten?
Im Suchfeld auf der linken Seite gibt man den Suchbegriff so ein: „Vorname Nachname“. Dann klickt man auf Volltext und alle Seiten mit entsprechendem Suchtext werden aufgerufen. Hier sieht man dann schnell, wo auch das Todesjahr Sinn macht oder sogar ein Teil des Artikels angepasst werden muss. Auch hilft das „Werkzeug“ auf der linken Seite sehr gut, um solche Seiten aufzufinden: „Links auf diese Seite“. Somit ist die Wikipedia wieder aktuell in allen Bereichen! Hinweis: bei Eintragung der Kategorie „Gestorben JAHR“ wird der Missbrauchsfilter 49 ausgelöst, was jedoch nicht schlimm ist. Siehe: Spezial:Missbrauchsfilter/49
Dies ist eine Liste von im Jahr 1307 verstorbenen bekannten Persönlichkeiten. Die Einträge erfolgen innerhalb der einzelnen Daten alphabetisch sortiert. Tiere sind im Nekrolog für Tiere zu finden.

## Februar
| Tag         | Name       | Beruf, bekannt als                                       | Alter | Beleg |
| ----------- | ---------- | -------------------------------------------------------- | ----- | ----- |
| 10. Februar | Timur Khan | mongolischer Khan, chinesischer Kaiser der Yuan-Dynastie |       |       |

## April
| Tag       | Name                  | Beruf, bekannt als                                            | Alter | Beleg |
| --------- | --------------------- | ------------------------------------------------------------- | ----- | ----- |
| 3. April  | Bartholomäus Querini  | Bischof von Trient                                            |       |       |
| 12. April | Humbert I.            | Seigneur de La Tour-du-Pin und durch Ehe Dauphin von Viennois |       |       |
| 23. April | Johanna von England   | Countess of Hertford and Gloucester                           |       |       |
| April     | Konstanze von Staufen | Kaiserin von Byzanz                                           |       |       |

## Juni
| Tag     | Name        | Beruf, bekannt als         | Alter | Beleg |
| ------- | ----------- | -------------------------- | ----- | ----- |
| 1. Juni | Fra Dolcino | italienischer Sektenführer |       |       |

## Juli
| Tag     | Name      | Beruf, bekannt als                                     | Alter | Beleg |
| ------- | --------- | ------------------------------------------------------ | ----- | ----- |
| 4. Juli | Rudolf I. | König von Böhmen, Herzog von Österreich und Steiermark |       |       |
| 7. Juli | Eduard I. | König von England und Fürst von Wales                  | 68    |       |

## August
| Tag        | Name       | Beruf, bekannt als      | Alter | Beleg |
| ---------- | ---------- | ----------------------- | ----- | ----- |
| 13. August | Leon IV.   | König von Kleinarmenien |       |       |
| August     | Hethum II. | König von Kleinarmenien |       |       |

## September
| Tag           | Name               | Beruf, bekannt als                         | Alter | Beleg |
| ------------- | ------------------ | ------------------------------------------ | ----- | ----- |
| 17. September | William Gainsburgh | englischer Ordensgeistlicher und Diplomat  |       |       |
| 21. September | Thomas Bitton      | englischer Geistlicher, Bischof von Exeter |       |       |

## Oktober
| Tag         | Name              | Beruf, bekannt als    | Alter | Beleg |
| ----------- | ----------------- | --------------------- | ----- | ----- |
| 23. Oktober | Otto von Rietberg | Bischof von Paderborn |       |       |

## November
| Tag          | Name               | Beruf, bekannt als                                         | Alter | Beleg |
| ------------ | ------------------ | ---------------------------------------------------------- | ----- | ----- |
| 11. November | Heinrich III.      | Fürst von Anhalt-Aschersleben und Erzbischof von Magdeburg |       |       |
| 23. November | Diether von Nassau | Erzbischof von Trier                                       |       |       |

## Dezember
| Tag          | Name                  | Beruf, bekannt als                           | Alter | Beleg |
| ------------ | --------------------- | -------------------------------------------- | ----- | ----- |
| 10. Dezember | Dietrich IV.          | Markgraf der Lausitz, Landgraf von Thüringen |       |       |
| 15. Dezember | Fredehelm von Cottbus | Lehnsnehmer                                  |       |       |

## Datum unbekannt
| Tag                        | Name                                    | Beruf, bekannt als                                                  | Alter | Beleg |
| -------------------------- | --------------------------------------- | ------------------------------------------------------------------- | ----- | ----- |
|                            | Abu Yaqub Yusuf                         | Herrscher der Meriniden in Marokko (1286–1307)                      |       |       |
|                            | Degenhard von Hellenstein               | Bischof von Augsburg                                                |       |       |
| zwischen Juli und November | Gilbert de Clare, Lord of Thomond       | Lord of Thomond                                                     |       |       |
| vor Oktober                | Gilbert de Umfraville, 7. Earl of Angus | englischer Adeliger, 7. Earl of Angus                               |       |       |
|                            | Guillaume de Villaret                   | Großmeister des Johanniterordens, Prior von St. Gilles              |       |       |
|                            | Hugo II.                                | Graf von Blois und Dunois                                           |       |       |
|                            | Geoffrey of Langley                     | britischer Diplomat                                                 |       |       |
|                            | Joan de Munchensi                       | englische Adlige                                                    |       |       |
|                            | Otto IV.                                | Graf von Tecklenburg-Ibbenbüren (1285–1307)                         |       |       |
|                            | Johannes Palaiologos                    | byzantinischer Prinz und Gouverneur, Sohn von Kaiser Andronikos II. |       |       |
|                            | Raimund Berengar VI.                    | Graf von Provence, Fürst von Andria und Piemont                     |       |       |
|                            | Otto von Wölpe                          | Dompropst von Minden und Graf der Grafschaft Wölpe                  |       |       |